# Vライブ
Vライブ（ブイライブ）とは、NTTドコモの第3世代携帯電話 FOMAのテレビ電話機能を利用した動画配信のサービス。

## 概要
カメラで撮影している映像をリアルタイムに視聴できるライブ映像と、既に作成済みの映像コンテンツを視聴したい時に視聴できるアーカイブ映像の2種類からなり、アクセス番号を直接テレビ電話発信するか、iモードサイトからアクセスすることで利用できる。同社発行の携帯電話総合カタログには、同じ動画配信サービスであるiモーションとセットで掲載されている。サービス名の由来は、Video・VisualのVにリアルタイム配信のライブ。サービス当初はM-stageのサービスの一つのM-stage Vライブとして提供。PHSとPDAを接続して利用する事も出来た。
2009年2月19日に、2010年3月末でサービスを終了することが発表された。

## サービス内容
＊8607からはじまるアクセス番号にテレビ電話をかけることで映像が視聴できる。同じ番号であっても時間帯によって別の映像が視聴できる場合もある。Vライブ対応FOMA端末があれば、テレビ電話通信料のみで映像が視聴できる。ただし、一部有料のマイメニュー登録が必要な場合があり、別に情報料がかかる。パケット通信ではないためパケ・ホーダイは適用されないが、ゆうゆうコールは適用される。ドコモ独自のサービスであるため、auやSoftBankの携帯電話で視聴することはできない。VライブのコンテンツはNTTドコモのサイトで紹介されているが、この他にもさまざまな媒体で告知されている。
Vライブには2種類の配信タイプがある。
- ホスティングタイプ

ドコモのサーバを利用して配信する方法で、ドコモと契約を交わす必要がある。コンテンツごとにアクセス番号が固定されており、主に企業向けに提供されている。
- オープンタイプ

自前のサーバで配信する方法で、ドコモと契約を交わす必要がない。カメラなどの設備が整えば個人でも簡単に映像を配信できる。アクセス番号は固定ではなく、iモードサイトからアクセスする都度アクセス番号が払い出される方式で視聴する。そのためアクセス番号を直接発信して視聴することができない。

## 沿革
- 2002年4月26日 - 本サービスに先立って試行サービスが開始。
- 2002年10月1日 - M-stageの新サービスラインナップM-stage VライブとしてPDA向け映像配信サービスとしてサービス開始。PHSに接続。視聴できるユーザーを限定したMember'sチャンネルとM-stageポータルサイトで告知されるOpenチャンネルが提供。先に発売されたドコモブランドで対応PDAのmuseaでも視聴可能。
- 2003年5月1日 - FOMA向け映像配信サービスが開始。アクセス番号へテレビ電話発信するだけで視聴できるFreeチャンネルがスタートし、同時にMember'sチャンネルがFOMA視聴に対応。
- 2005年3月31日 - FOMA 2101Vシリーズ・PHS向けのサービス提供を終了。
- 2005年4月1日 - M-stageサービス終了に伴い、サービス名称をM-stage VライブからVライブへ変更。
- 2005年6月30日 - PDA向け映像配信サービスの提供を終了すると共に、Member'sチャンネル・Openチャンネルのサービス提供が終了。FreeチャンネルがVライブサービスの本流となる。
- 2006年7月3日 - ドコモとの契約不要のVライブオープンタイプの提供が開始。現行のVライブをVライブホスティングタイプと名称変更。
- 2009年3月31日 - Vライブホスティングタイプの新規受付終了。
- 2010年3月31日 - 全サービス終了。

## 対応機種

### FOMA
FOMAシリーズのうち、以下のモデルがVライブに対応する。
- FOMA 90xシリーズ
- FOMA 70xシリーズ
- SIMPURE N1 (N601i)
- コンセプトモデル
  - DOLCE(SH851i)
  - prosolid II (P851i)
  - Music Porter II (D701iWM)
  - MUSIC PORTER X (D851iWM)
  - P901iTV
  - N701iECO
  - SO902iWP+
  - DOLCE SL (SH902iSL)
  - N902iX HIGH-SPEED
- らくらくホンシリーズ
  - FOMAらくらくホンIII (F882iES)
  - FOMAらくらくホンII (F881iES)
  - FOMAらくらくホン (F880iES)
- キッズケータイ (SA800i)
- FOMA 2102Vシリーズ

## iモーションとの違い
どちらも動画配信という面では差異は無いが、回線交換方式によるテレビ電話通信を利用するVライブに対して、iモーションはIP接続でベストエフォート方式によるパケット通信である。iモーションなら使えるパケ・ホーダイはVライブには適用されず、長時間の視聴では通信費が嵩むというデメリットがあるが、アマチュア（エンドユーザー）でも簡便なセッティングでライブ映像の配信ができる利点があるため、自宅等にWebカメラを設置し、留守中の防犯対策に活用できる、といった部分があった。